# Aiman Dardari
Aiman Dardari (Lussemburgo, 21 marzo 2005) è un calciatore lussemburghese, attaccante dell'Augusta II e della nazionale lussemburghese.

## Carriera

### Club
È stato acquistato dal Mainz nel 2021.

### Nazionale
Ha giocato nella nazionale lussemburghese Under-19.
L'8 settembre 2023 ha esordito con la nazionale maggiore contro l'Islanda nelle qualificazioni per Euro 2024.

## Statistiche

### Cronologia presenze e reti in nazionale
| Cronologia completa delle presenze e delle reti in nazionale ― Lussemburgo | Cronologia completa delle presenze e delle reti in nazionale ― Lussemburgo | Cronologia completa delle presenze e delle reti in nazionale ― Lussemburgo | Cronologia completa delle presenze e delle reti in nazionale ― Lussemburgo | Cronologia completa delle presenze e delle reti in nazionale ― Lussemburgo | Cronologia completa delle presenze e delle reti in nazionale ― Lussemburgo | Cronologia completa delle presenze e delle reti in nazionale ― Lussemburgo | Cronologia completa delle presenze e delle reti in nazionale ― Lussemburgo |
| Data                                                                       | Città                                                                      | In casa                                                                    | Risultato                                                                  | Ospiti                                                                     | Competizione                                                               | Reti                                                                       | Note                                                                       |
| -------------------------------------------------------------------------- | -------------------------------------------------------------------------- | -------------------------------------------------------------------------- | -------------------------------------------------------------------------- | -------------------------------------------------------------------------- | -------------------------------------------------------------------------- | -------------------------------------------------------------------------- | -------------------------------------------------------------------------- |
| 8-9-2023                                                                   | Lussemburgo                                                                | Lussemburgo                                                                | 3 – 1                                                                      | Islanda                                                                    | Qual. Euro 2024                                                            | -                                                                          | 90+3’                                                                      |
| 26-3-2024                                                                  | Lussemburgo                                                                | Lussemburgo                                                                | 2 – 1                                                                      | Kazakistan                                                                 | Amichevole                                                                 | -                                                                          | 87’                                                                        |
| 6-6-2025                                                                   | Lussemburgo                                                                | Lussemburgo                                                                | 0 – 1                                                                      | Slovenia                                                                   | Amichevole                                                                 | -                                                                          | 58’                                                                        |
| 10-6-2025                                                                  | Lussemburgo                                                                | Lussemburgo                                                                | 0 – 0                                                                      | Irlanda                                                                    | Amichevole                                                                 | -                                                                          | 76’                                                                        |
| Totale                                                                     |                                                                            | Presenze                                                                   | 4                                                                          |                                                                            | Reti                                                                       | 0                                                                          |                                                                            |